# Colt Comrades
Colt Comrades è un film del 1943 diretto da Lesley Selander.
È un western statunitense con William Boyd e Andy Clyde. È una delle produzioni della serie di film western incentrati sul personaggio di Hopalong Cassidy, interpretato da William Boyd e creato dall'autore Clarence E. Mulford nel 1904. È basato sul romanzo del 1939 Colt Comrades di Bliss Lomax.

## Produzione
Il film, diretto da Lesley Selander su una sceneggiatura di Michael Wilson e un soggetto di Harry Sinclair Drago, fu prodotto da Harry Sherman tramite la Harry Sherman Productions e girato nelle Alabama Hills a Lone Pine, in California, nell'ottobre 1942. Teddi Sherman (accreditata come Lois Sherman) era la figlia del produttore Harry Sherman.

## Distribuzione
Il film fu distribuito negli Stati Uniti dal 18 giugno 1943 al cinema dalla United Artists.
Altre distribuzioni:
- in Australia il 16 marzo 1944
- in Portogallo il 5 giugno 1944 (Traidor à Vista)
- in Svezia il 2 settembre 1944 (Revolverkamrater)
- in Brasile (Revólveres e Laços)

## Promozione
Tra le tagline:
- "HOPPY" DRILLS A DIME AT A HUNDRED YARDS!
- Two-Gun, Two-Fisted ACTION!